# Марін (округ, Каліфорнія)
Шаблон:StateAbbr_ 38°02′ пн. ш. 122°44′ зх. д. / 38.04° пн. ш. 122.74° зх. д.
Округ Марін (англ. Marin County) — округ (графство) у штаті Каліфорнія, США. Ідентифікатор округу 06041.

## Історія
Округ утворений 1850 року.

## Демографія
За даними перепису
2000 року
загальне населення округу становило 247289 осіб, зокрема міського населення було 232836, а сільського — 14453.
Серед мешканців округу чоловіків було 122552, а жінок — 124737. В окрузі було 100650 домогосподарств, 60679 родин, які мешкали в 104990 будинках.
Середній розмір родини становив 2,9.
Віковий розподіл населення поданий у таблиці:
| Стать    | До 15 років | 15-21 | 22-29 | 30-39 | 40-49 | 50-65 | 65-85 | Понад 85 |
| -------- | ----------- | ----- | ----- | ----- | ----- | ----- | ----- | -------- |
| Чоловіки | 21581       | 8514  | 10901 | 20514 | 22561 | 24382 | 12748 | 1351     |
| Жінки    | 20509       | 7092  | 8969  | 19449 | 23457 | 25928 | 16103 | 3230     |

## Суміжні округи
- Сонома — північ
- Сан-Франциско — південь

## Виноски
1. ↑  U.S. Decennial Census. United States Census Bureau. Архів оригіналу за 19 липня 2018. Процитовано 26 травня 2014.
2. ↑  Historical Census Browser. University of Virginia Library. Архів оригіналу за 11 серпня 2012. Процитовано 26 травня 2014.
3. ↑  Population of Counties by Decennial Census: 1900 to 1990. United States Census Bureau. Архів оригіналу за 24 вересня 2015. Процитовано 26 травня 2014.
4. ↑  Census 2000 PHC-T-4. Ranking Tables for Counties: 1990 and 2000 (PDF). United States Census Bureau. Архів оригіналу (PDF) за 18 грудня 2014. Процитовано 26 травня 2014.
5. ↑  Marin County QuickFacts. Бюро перепису населення США. Архів оригіналу за 14 липня 2011. Процитовано 4 квітня 2016.(англ.) Наведено за англійською вікіпедією.
6. ↑  American FactFinder. Бюро перепису населення США. Архів оригіналу за 26 лютого 2012. Процитовано 31 січня 2008.

| США | Це незавершена стаття з географії США. Ви можете допомогти проєкту, виправивши або дописавши її. |